# Bodo (piosenkarka)
Bodo, właśc. Faliherinantenaina Bodoharisoa Razafindrazaka (ur. 21 lipca 1966) – malgaska piosenkarka i kompozytorka, zaliczana do największych gwiazd malgaskiej sceny muzycznej.
Swoją działalność muzyczną rozpoczęła w 1988 r. Punktem przełomowym w jej karierze stał się występ w konkursie radiowym „Top 16 sur la 2”. W 1993 r. wydała swój pierwszy album pt. Sombinaiko. 
Wylansowała takie przeboje jak „Neny tiako”, „Mosoara” czy „Mpanarato”. Do 2023 r. stworzyła ponad 250 utworów muzycznych i nagrała dziewiętnaście albumów.

## Dyskografia
- 1993: Sombinaiko
- 1994: Solitaire – Diversité
- 1996: Za tomany – Fotsiny double album
- 1997: Tsangam-bato Spécial Xè (reedycja 2009)
- 1999: Mamiko
- 2001: Ndao handihy
- 2003: Aina miray
- 2005: Mety ve?
- 2006: Best of double CD
- 2006: Bodo Acoustic
- 2007: Izaho sy Neny
- 2007: Am-pitiavana (wraz z Poopy)
- 2007: Tia foana (wraz z Poopy)
- 2010: Duo Mizara
- 2011: Kilalaonao
- 2012: Fitiavana tena avy aminao
- 2013: Bodo Acoustic
- 2014: Tsy miova aho